# Ley de Tratamiento Cruel del Ganado de 1822
Ley de Tratamiento Cruel del Ganado de 1822 fue una ley del Parlamento del Reino Unido con el título largo de An Act to prevent the cruel and improper Treatment of Cattle (Ley para prevenir la crueldad y el tratamiento inadecuado del ganado), conocida como Ley Martin, en honor al miembro del Parlamento y activista por los derechos de los animales Richard Martin. Fue una de las primeras piezas de la legislación sobre derechos de los animales. Esta ley listaba «buey, vaca, ternera, oveja y otros tipos de ganado», sin embargo no incluía a los toros. Una ley posterior amplió el texto para remediar el problema. Esta ley fue derogada por la Ley de Crueldad contra los Animales de 1849.